# Time
Time (pogosto zapisano z velikimi črkami kot TIME) je ameriška tedenska revija z novicami, ki izhaja v New Yorku. Ustanovljena je bila leta 1923, njen razvoj pa je desetletja vodil urednik Henry Luce. Evropska izdaja revije (Time Europe, pred tem znana kot Time Atlantic) izhaja v Londonu in poleg Evrope pokriva Bližnji vzhod, Afriko in od leta 2003 tudi Latinsko Ameriko. V Hong Kongu izhaja azijska izdaja (Time Asia), v Sydneyju pa tihomorska. Ima 25 milijonov bralcev, od tega 20 milijonov v ZDA. Od leta 2017 je glavni urednik Edward Felsenthal. Večino svoje zgodovine je izhajala tedensko, od začetka marca 2020 pa izhaja vsak drugi teden. Vsako leto izide posebna izdaja revije Osebnost leta revije Time.